# Luleå Roller Derby
Luleå Roller Derby (LRD) är en Roller derby-klubb i Luleå som startades 2008 som Sveriges andra Roller Derbyliga. Luleå Roller Derby har över 40 verksamma medlemmar i föreningen samt startade 2013 upp sin juniorverksamhet. Luleå Roller Derbys A-lag heter Slaughters Daughters.
Luleå Roller Derby deltog  i Svenska mästerskapet i roller derby 2013 och placerade sig på en 6:e plats. 2016 blev det en 4:e plats.